# Église de Tornio
L’église de Tornio (finnois : Tornion kirkko) ou Église Hedwige-Éléonore (finnois : Hedvig Eleonoran kirkko) est une église luthérienne située à Tornio en Finlande,,,.

## Description
L'église est nommée en l'honneur de Edwige-Éléonore de Holstein-Gottorp.
Son architecture est inspirée des églises médiévales de Mustasaari et de Pietarsaari.
Le clocher est influencé par celui de l'église de Riddarholmen.
L'église est l'une des plus anciennes églises en bois du cap Nord.
La direction des musées de Finlande a classé l'église, la mairie et les quartiers en bois Rantakatu ja Keskikatu parmi les sites culturels construits d'intérêt national.